# 2-й Будівельний провулок (Мелітополь)
2-й Будівельний провулок (також просто Будівельний провулок) — провулок в Мелітополі на Юрівці. Починається від Будівельної вулиці і закінчується глухим кутом. Забудований приватними будинками.

## Назва
Поруч з провулком знаходяться однойменні Будівельна вулиця і 1-й Будівельний провулок.

## Історія
Рішення про прорізку та найменування 2-го Будівельного провулка було затверджено 30 травня 1968 року. 
23 листопада 2001 року провулок був перейменований на 2-й провулок Ворошилова.
2016 року в ході декомунізації провулку була повернута його початкова назва - 2-й Будівельний.